# Badminton-Bundesliga 2011/12
Die Badminton-Bundesliga-Saison 2011/2012 war die 41. Spielzeit der Badminton-Bundesliga. Gestartet wurde sie mit zehn Mannschaften, von denen jedoch der VfL 93 Hamburg die Mannschaft am 28. Februar zurückzog. Durch den 1. Tabellenplatz war der 1. BC Bischmisheim automatisch für das Play-off-Finale qualifiziert. Das Halbfinale wurde zwischen dem 1. BC Beuel und der SG EBT Berlin ausgetragen. Meister wurde SG EBT Berlin durch die Siege im Halbfinale und Finale. Absteigen musste neben dem VfL 93 Hamburg als Tabellenvorletzter der SG Anspach. Die Meister der 2. Bundesliga Nord und Süd stiegen auf. Aufsteiger waren damit der 1. BC Düren (2. Bundesliga Nord) und der SV Fischbach (2. Bundesliga Süd).

## Modus
Hauptrunde
In der Hauptrunde, die sich in eine Hin- und Rückrunde unterteilte, trafen alle Mannschaften anhand eines vor der Saison festgelegten Spielplans zweimal aufeinander; je einmal in der eigenen Halle und einmal in der Halle des Gegners. Der Sieger jedes Spiels erhielt zwei Punkte, bei einem Unentschieden erhielten beide Mannschaften je einen Punkt.
Play-off-Runde
Im Anschluss an die Hauptrunde wurde der deutsche Meister in einer Play-off-Runde ermittelt, wobei im Halbfinale der Zweite gegen den Dritten der Hauptrunde antrat. Der Sieger spielte anschließend gegen den Ersten der Hauptrunde im Finale. Das Heimrecht hatte die Mannschaft, die in der Tabelle höher platziert war.

## Mannschaften
1. BC Bischmisheim

Olga Konon, Emma Wengberg, Lisa Heidenreich; Dieter Domke, Marcel Reuter, Kristof Hopp, Michael Fuchs, Johannes Schöttler, Lukas Schmidt, Dominic Becker; Team-Manager: Thomas Tesche, Joachim Tesche
SG EBT Berlin

Juliane Schenk, Anne-Christin Reiter, Lotte Jonathans, Karoliine Hõim; Wong Choong Hann, Chetan Anand, Eetu Heino, Tim Dettmann, Bastian Zimmermann, Karsten Lehmann, Robert Blair, Kenneth Jonassen, Sven Eric Kastens, Chow Pak Chuu; Trainer: Juliane Schenk; Team-Manager: Manfred Kehrberg
1. BC Beuel

Birgit Michels, Heather Olver, Hannah Pohl, Regina Zsófia Zsigmond; Anthony Clark, Rajiv Ouseph, Marc Zwiebler, Ingo Kindervater, Marc Hannes, Andre Kurniawan Tedjono; Trainer und Teammanager: Marc Hannes
BV Gifhorn

Carola Bott, Astrid Hoffmann, Alexandra Langley, Staša Poznanović; Raul Must, Maurice Niesner, Daniel Porath, Robert Hinsche, Yoga Pratama, Benjamin Schmidt; Trainer und Team-Manager: Hans Werner Niesner
SC Union 08 Lüdinghausen

Karin Schnaase, Laura Ufermann, Selena Piek, Vanessa Kiehl; Yuhan Tan, Vladislav Druzhchenko, Endra Kurniawan, Ruud Bosch, Josche Zurwonne, Thomas Bölke; Trainer: Rachmat Hidajat; Team-Manager: Michael Schnaase
VfL 93 Hamburg

Inken Wienefeld, Karen Neumann, Gitte Köhler, Isabel Herttrich; Sebastian Schöttler, Till Zander, Jacek Hankiewicz, Niclas Lelling; Ajay Jayaram, Jacco Arends; Trainer: Jacek Hankiewicz; Team-Manager: Robert Neumann
TV Refrath

Carla Nelte, Hanna Kölling, Kim Buss, Chloe Magee; Max Schwenger, Kai Waldenberger, Denis Nyenhuis, Hsu Jen-hao, Lin Yu-hsien, Raphael Beck; Trainer: Matthias Hütten, Team-Manager: Danny Schwarz;
PTSV Rosenheim

Paulien van Dooremalen, Nicol Bittner, Barbara Bellenberg, Josephine Wentholt; Tan Chun Seang, Hannes Käsbauer, Peter Käsbauer, Oliver Roth, Arno Kohl, Matthias Almer; Trainer: Manfred Ernst, Team-Manager: Reiner Heumann, Rena Eckart
SG Anspach

Mona Reich, Samantha Barning, Jessica Fletcher, Anna-Lena Riepl, Juliane Peters; Daniel Benz, Andreas Heinz, Felix Schoppmann, Steffen Hornig, Arnd Vetters, Franklin Wahab; Trainer: Christian Roth; Teammanager: Alexander Merget
1. BV Mülheim

Jeanine Cicognini, Johanna Goliszewski, Petra Reichel, Katharina Altenbeck; Alexander Roovers, Dharma Gunawi, Marcus Ellis, Yonathan Suryatama Dasuki, Gregory Schneider, Steffen Hohenberg
Fettgeschrieben: Kapitän

## Hallen
Damit in einer Halle ein Bundesligaspiel durchgeführt werden kann, muss sie mindestens 7 Meter hoch sein und 50 Sitzplätze vorweisen. Die Hallen 2011/12 sind:
| Verein                   | Hallenname                        | Sitzplätze(Innenraum) | größte Meisterschaften                  |
| 1. BC Bischmisheim       | Joachim-Deckarm-Halle             |                       | bis 2005 Bitburger Open                 |
| TV Refrath               | Die Halle Steinbrecher            | 500                   |                                         |
| 1. BC Beuel              | Erwin-Kranz-Halle                 | 250(1000)             | Deutsche Meisterschaft 2004, 2005, 2008 |
| PTSV Rosenheim           | Luipoldhalle                      |                       |                                         |
| SG EBT Berlin            | Sporthalle Samariterstraße        |                       |                                         |
| SC Union 08 Lüdinghausen | Sporthalle St.Antonius-Gymnasium  |                       |                                         |
| Vfl 93 Hamburg           | Sporthalle Wandsbek               |                       |                                         |
| BV Gifhorn               | Sporthalle Flutmulde              |                       | DBV-Ranglistenturnier                   |
| SG Anspach               | Sporthalle Adolf-Reichwein-Schule |                       |                                         |
| 1. BV Mülheim            | RWE Rhein-Ruhr-Sporthalle         | 2500                  | German Open                             |

## Tabelle
| Rang | Verein                   | Gespielt | G  | U | V  | Punkte | Spiele | Sätze   | Spielpunkte |
| 1.   | 1. BC Bischmisheim       | 16       | 14 | 1 | 1  | 29:3   | 71:25  | 153:70  | 4262:3656   |
| 2.   | 1. BC Beuel              | 16       | 12 | 2 | 2  | 26:6   | 63:33  | 136:79  | 3921:3563   |
| 3.   | SG EBT Berlin (M)        | 16       | 11 | 3 | 2  | 25:7   | 71:25  | 149:68  | 4151:3399   |
| 4.   | SC Union 08 Lüdinghausen | 16       | 9  | 4 | 3  | 22:10  | 57:39  | 128:90  | 4054:3587   |
| 5.   | PTSV Rosenheim           | 16       | 5  | 2 | 9  | 12:20  | 43:53  | 92:120  | 3479:3866   |
| 6.   | 1. BC Mülheim (N)        | 16       | 5  | 2 | 9  | 12:20  | 40:56  | 100:125 | 3858:4185   |
| 7.   | TV Refrath               | 16       | 5  | 2 | 9  | 12:20  | 38:58  | 96:132  | 3947:4133   |
| 8.   | BV Gifhorn               | 16       | 0  | 3 | 13 | 3:29   | 28:68  | 75:150  | 3772:4253   |
| 9.   | SG Anspach (N)           | 16       | 0  | 3 | 13 | 3:29   | 21:75  | 61:156  | 3371:4173   |
| 10.  | VFL 93 Hamburg           | 0        | 0  | 0 | 0  | 0:0    | 0:0    | 0:0     | 0:0         |

## Kreuztabelle
| Saison 2011/2012 | Saison 2011/2012                | 1BCB (1) | SEBT (2) | BCBU (3) | PSVR (4) | BVGF (5) | SCUL (6) | V93H (7) | TVRH (8) | SGAP (9) | 1BVM (10) |
| 1.               | BC Bischmisheim (1BCB)          |          | 4:2      | 4:2      | 4:2      | 4:2      | 4:2      | 4:2      | 5:1      | 5:1      | 5:1       |
| 2.               | SG EBT Berlin (SEBT)            | 3:3      |          | 2:4      | 4:2      | 4:2      | 6:0      |          | 5:1      | 6:0      | 6:0       |
| 3.               | 1. BC Beuel (BCBU)              | 2:4      | 3:3      |          | 4:2      | 4:2      | 5:1      | 5:1      | 4:2      | 5:1      | 5:1       |
| 4.               | PTSV Rosenheim                  | 1:5      | 1:5      | 2:4      |          | 5:1      | 2:4      | 3:3      | 3:3      | 5:1      | 4:2       |
| 5.               | BV Gifhorn (BVGF)               | 0:6      | 1:5      | 2:4      | 2:4      |          | 1:5      | 4:2      | 2:4      | 0:6      | 3:3       |
| 6.               | SC Union 08 Lüdinghausen (SCUL) | 4:2      | 3:3      | 3:3      | 5:1      | 5:1      |          | 5:1      | 3:3      | 6:0      | 3:3       |
| 7.               | VfL 93 Hamburg (V93H)           |          | 2:4      | 0:6      | 5:1      | 3:3      | 2:4      |          | 3:3      |          | 1:5       |
| 8.               | TV Refrath (TVRH)               | 1:5      | 0:6      | 1:5      | 2:4      | 4:2      | 1:5      |          |          | 4:2      | 2:4       |
| 9.               | SG Anspach (SGAP)               | 0:6      | 0:6      | 1:5      | 3:3      | 3:3      | 2:4      | 0:6      | 1:5      |          | 1:5       |
| 10.              | 1. BV Mülheim (1BVM)            | 1:5      | 1:5      | 01.04.12 | 4:2      | 5:1      | 2:4      | 3:3      | 2:4      | 1:5      |           |

## Play-off
Das Play-off-Halbfinale fand am 6. Mai 2012 in der Beueler Erwin-Kranzhalle statt. Hier gewann die SG EBT Berlin mit 4:2 gegen Beuel. Das Finale fand dann eine Woche später mit der Partie 1. BC Bischmisheim gegen SG EBT Berlin in der Joachim-Deckarm-Halle statt. In diesem Finale holte sich die SG EBT Berlin mit einem 5:1-Sieg den zweiten Meistertitel in Folge.
|  | Halbfinale | Halbfinale         | Halbfinale         | Halbfinale | Halbfinale |     |                   | Finale | Finale | Finale | Finale | Finale |
|  |            |                    |                    |            |            |     |                   |        |        |        |        |        |
|  | 1          | 1. BC Bischmisheim |                    |            |            |     |                   |        |        |        |        |        |
|  |            |                    |                    |            |            |     |                   |        |        |        |        |        |
|  |            | 1                  | 1. BC Bischmisheim | 1          | 3          | 219 |                   |        |        |        |        |        |
|  |            |                    |                    |            |            | 219 |                   |        |        |        |        |        |
|  |            | 3                  | SG EBT Berlin (M)  | 5          | 10         | 258 |                   |        |        |        |        |        |
|  | 3          | 3                  | SG EBT Berlin (M)  | 5          | 10         | 258 | SG EBT Berlin (M) | 4      | 9      | 262    |        |        |
|  | 3          |                    |                    |            |            |     |                   | 4      | 9      | 262    |        |        |
|  | 2          | 1. BC Beuel        | 2                  | 5          | 210        |     |                   |        |        |        |        |        |

### Halbfinale
| Disziplin | 1. BC Beuel                    | SG EBT Berlin                  | 1. Satz | 2. Satz | 3. Satz |
| --------- | ------------------------------ | ------------------------------ | ------- | ------- | ------- |
| HD        | Marc Zwiebler Ingo Kindervater | Choong Wong Robert Blair       | 21:18   | 21:14   |         |
| DD        | Birgit Michels Heather Olver   | Juliane Schenk Lotte Jonathans | 15:21   | 14:21   |         |
| HE 1      | Marc Zwiebler                  | Chong Wong                     | 21:14   | 16:21   | 21:11   |
| DE        | Lisa Kaminski                  | Juliane Schenk                 | 4:21    | 8:21    |         |
| XD        | Ingo Kindervater Heather Olver | Robert Blair Lotte Jonathans   | 20:22   | 0:21(A) |         |
| HE 2      | André Kurniawan Tedjono        | Kenneth Jonassen               | 11:21   | 21:15   | 17:21   |

A = Aufgabe

### Finale
| Disziplin | 1. BC Bischmisheim               | SG EBT Berlin                  | 1. Satz | 2. Satz | 3. Satz |
| --------- | -------------------------------- | ------------------------------ | ------- | ------- | ------- |
| HD        | Johannes Schöttler Michael Fuchs | Choong Wong Robert Blair       | 25:23   | 21:13   |         |
| DD        | Lisa Heidenreich Emma Wengberg   | Juliane Schenk Lotte Jonathans | 14:21   | 12:21   |         |
| HE 1      | Dieter Domke                     | Choong Wong                    | 19:21   | 21:10   | 20:22   |
| DE        | Lisa Heidenreich                 | Juliane Schenk                 | 11:21   | 11:21   |         |
| XD        | Michael Fuchs Emma Wengberg      | Robert Blair Lotte Jonathans   | 18:21   | 17:21   |         |
| HE 2      | Lukas Schmidt                    | Kenneth Jonassen               | 20:22   | 10:21   |         |